# Bolivaroscelis carinata
Bolivaroscelis carinata är en bönsyrseart som beskrevs av Bolivar 1908. Bolivaroscelis carinata ingår i släktet Bolivaroscelis och familjen Amorphoscelidae. Inga underarter finns listade i Catalogue of Life.